# Diablo Cojuelo

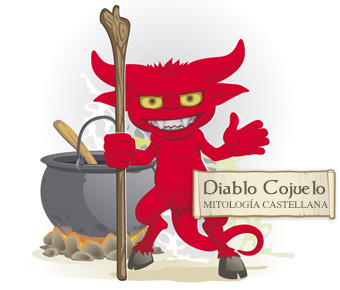
El diablo Cojuelo es un demonio socarrón y juerguista recogido en la tradición oral y literaria de Castilla.

El Diablo Cojuelo es un personaje legendario de algunos lugares de España. Es un diablo al que, lejos de ser una forma maligna, se le representa como el espíritu más travieso del infierno, trayendo de cabeza a sus propios congéneres demoníacos, los cuales, para deshacerse de él, lo entregaron en trato a un astrólogo, teniéndolo encerrado en una vasija de cristal. Se dice también que es inventor de danzas, música y literatura de carácter picaresco y satírico. Siendo uno de los primeros ángeles en levantarse en celestial rebelión, fue el primero en caer a los infiernos, aterrizando el resto de sus hermanos sobre él, dejándole estropeado y más que todos señalado de la mano de Dios. De ahí viene su sobrenombre de Cojuelo. Pero no por cojo es menos veloz y ágil.
El diablo cojuelo es el más conocido y nombrado en los procesos, y en la literatura. La referencia al diablo cojuelo es mayoritaria en los conjuros, invocaciones y oraciones de las brujas.

## En la literatura

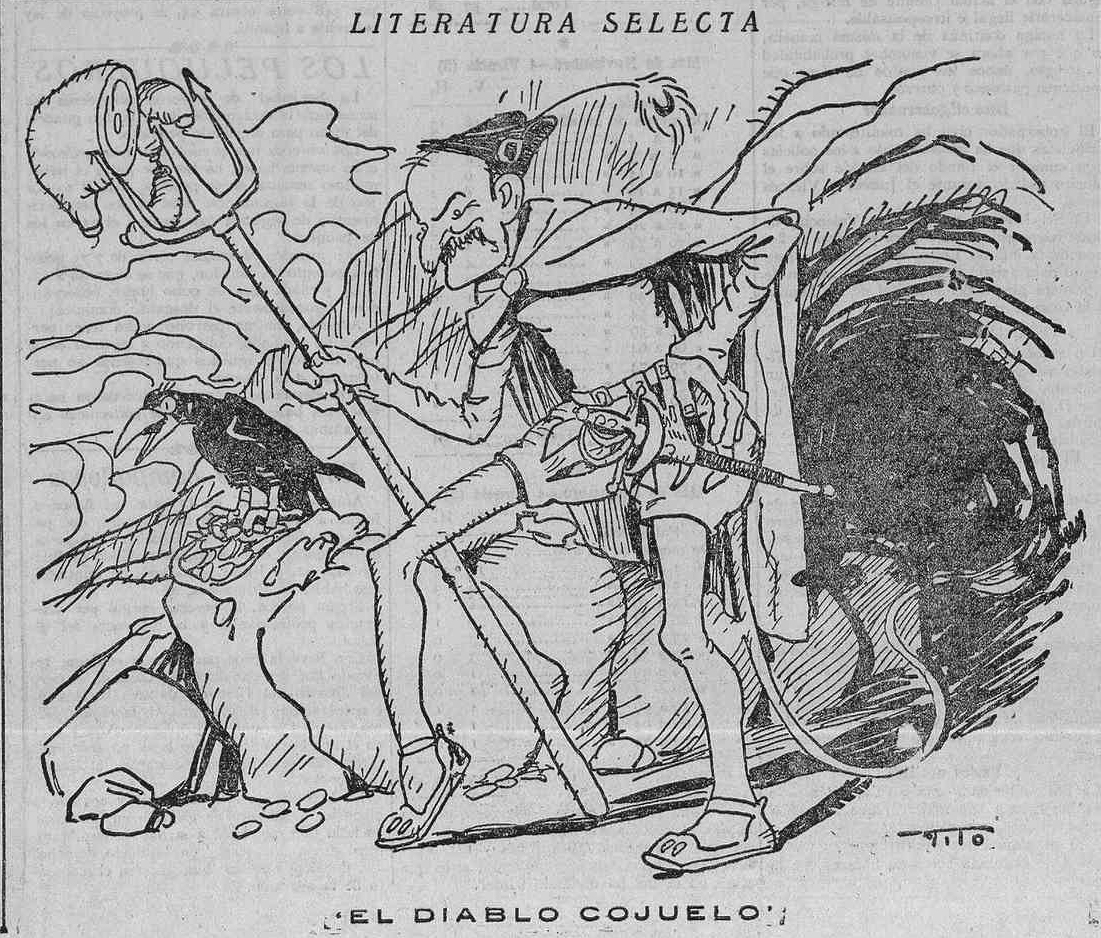
El conde de Romanones caracterizado como «el diablo cojuelo» en una caricatura de 1920

El personaje era ya popular en la cultura  del siglo XVII y estaba fijado en refranes, dichos y canciones. Desde 1602 y hasta 1608 aparecen frecuentes invocaciones al Diablo Cojuelo. Pero la referencia más conocida es la del dramaturgo Luis Vélez de Guevara, que recogió en El diablo cojuelo, de 1641, las andanzas de este personaje popular, junto al personaje del hidalgo estudiante Don Cleofás Leandro Pérez Zambullo, retratando los vicios e hipocresías del Madrid de la época. El cojuelo hace constante mención a los refranes o dichos de Castilla. El dramaturgo romántico Tomás Rodríguez Rubí publicó en 1842 la obra de teatro El diablo cojuelo.

## En los conjuros
Fue el predilecto de las hechiceras castellanas de la primera mitad del siglo XVI, sin que su fama decayese hasta bien entrado el siglo XVII. Son varios los conjuros recogidos que invocan al Diablo Cojuelo:

Diablo Cojuelo / traémele luego / diablo del pozo / traémele que no es casado / que es mozo / diablo de la Quintería / traémela de la feria / diablo de la plaza / traémele en danza…

Señor de la calle / Señor de la calle / Señor compadre / Señor cojuelo / Que hagáis a XXX / que se abrace solamente a mí / y que me quiera y que me ame / y que si es verdad / que me ha de querer / que ladre como perro / que rebuzne como asno / y que cante como gallo.

Su popularidad llegó hasta la Corte real de Madrid del siglo XVII, donde estaba considerado un buen mensajero de amor. Prueba de ello nos llega de diversos conjuros.

Estos cinco dedos pongo en este muro, cinco demonios conjuro: a Barrabás, a Satanás, a Lucifer, a Belcebú, al Diablo Cojuelo que es buen mensajero, que me traiga a Fulano luego a mi querer y a mi mandar.